# كانابوليس
كانابوليس (كارولاينا الشمالية) (بالإنجليزية: Kannapolis, North Carolina)‏ هي مدينة تقع في الولايات المتحدة في كارولاينا الشمالية. يقدر عدد سكانها بـ 42,625 نسمة ومساحتها 78.7 كم2 وترتفع عن سطح البحر 253 متر.

## التركيبة السكانية
حدّد مكتب تعداد الولايات المتحدة بيانات التركيبة السكانية لكانابوليس في تعداد الولايات المتحدة. في ما يلي، التركيبة السكانية حسب تعدادي 2000 و2010.

### تعداد عام 2000
بلغ عدد سكان كانابوليس 36,910 نسمة بحسب تعداد عام 2000، وبلغ عدد الأسر 14,804 أسرة وعدد العائلات 10,147 عائلة مقيمة في المدينة. في حين سجلت الكثافة السكانية 428.2 نسمة لكل كيلومتر مربع (1,109.0/ميل2). وبلغ عدد الوحدات السكنية 15,941 وحدة بمتوسط كثافة قدره 185 لكل كيلومتر مربع (479.1/ميل2).
وتوزع التركيب العرقي للمدينة بنسبة 77.74% من البيض و16.45% من الأمريكيين الأفارقة و0.34% من الأمريكيين الأصليين و0.86% من الأمريكيين ذوي الأصول الآسيوية و0.01% من سكان جزر المحيط الهادئ و3.43% من الأعراق الأخرى و1.16% من عرقين مختلطين أو أكثر و6.33% من الهسبانيون أو اللاتينيون من أي عرق.
بلغ عدد الأسر 14,804 أسرة كانت نسبة 34.2% منها لديها أطفال تحت سن الثامنة عشر تعيش معهم، وبلغت نسبة الأزواج القاطنين مع بعضهم البعض 50.4% من أصل المجموع الكلي للأسر، ونسبة 13.5% من الأسر كان لديها معيلات من الإناث دون وجود شريك،  بينما كانت نسبة 4.6% من الأسر لديها معيلون من الذكور دون وجود شريكة وكانت نسبة 31.5% من غير العائلات. تألفت نسبة 26.5% من أصل جميع الأسر من عدة أفراد يعيشون في نفس المنزل ونسبة 11.4% كانت تتألف من شخص يعيش بمفرده يبلغ من العمر 65 عاماً أو أكثر. وبلغ متوسط حجم الأسرة المعيشية 2.46، أما متوسط حجم العائلات فبلغ 2.96.
بلغ العمر الوسطي للسكان 36.0 عاماً. وكانت نسبة 24.1% من القاطنين تحت سن الثامنة عشر، وكانت نسبة 9% بين الثامنة عشر والرابعة والعشرين عاماً، ونسبة 30.4% كانت واقعةً في الفئة العمرية ما بين الخامسة والعشرين والرابعة والأربعين عاماً، ونسبة 20.6% كانت ما بين الخامسة والأربعين والرابعة والستين، ونسبة 14.7% كانت ضمن فئة الخامسة والستين عاماً فما فوق. يوجد لكل 100 أنثى 94.6 ذكر، ويوجد لكل 100 أنثى في الثامنة عشر من عمرها فما فوق 91.1 ذكر.
بلغ متوسط دخل الأسرة في المدينة 49,375 دولارًا، أما متوسط دخل العائلة فبلغ 55,278 دولارًا. وكان متوسط دخل الذكور 41,389 دولارًا مقابل 22,222 دولارًا للإناث. وسجل دخل الفرد الخاص بالمدينة 16,457 دولارًا. وكانت نسبة 0% من العائلات ونسبة 19.3% من السكان تحت خط الفقر،

### تعداد عام 2010
بلغ عدد سكان كانابوليس 42,625 نسمة بحسب تعداد عام 2010، وبلغ عدد الأسر 16,375 أسرة وعدد العائلات 11,181 عائلة مقيمة في المدينة. في حين سجلت الكثافة السكانية 494.5 نسمة لكل كيلومتر مربع (1,280.7/ميل2). وبلغ عدد الوحدات السكنية 18,645 وحدة بمتوسط كثافة قدره 216.3 لكل كيلومتر مربع (560.2/ميل2).
وتوزع التركيب العرقي للمدينة بنسبة 68.54% من البيض و20.31% من الأمريكيين الأفارقة و0.34% من الأمريكيين الأصليين و1.14% من الأمريكيين ذوي الأصول الآسيوية و0.03% من سكان جزر المحيط الهادئ و7.24% من الأعراق الأخرى و2.40% من عرقين مختلطين أو أكثر و12.12% من الهسبانيون أو اللاتينيون من أي عرق.
بلغ عدد الأسر 16,375 أسرة كانت نسبة 37.1% منها لديها أطفال تحت سن الثامنة عشر تعيش معهم، وبلغت نسبة الأزواج القاطنين مع بعضهم البعض 45.8% من أصل المجموع الكلي للأسر، ونسبة 17% من الأسر كان لديها معيلات من الإناث دون وجود شريك،  بينما كانت نسبة 5.5% من الأسر لديها معيلون من الذكور دون وجود شريكة وكانت نسبة 31.7% من غير العائلات. تألفت نسبة 26.3% من أصل جميع الأسر من عدة أفراد يعيشون في نفس المنزل ونسبة 10.3% كانت تتألف من شخص يعيش بمفرده يبلغ من العمر 65 عاماً أو أكثر. وبلغ متوسط حجم الأسرة المعيشية 2.58، أما متوسط حجم العائلات فبلغ 3.10.
بلغ العمر الوسطي للسكان 35.6 عاماً. وكانت نسبة 26.8% من القاطنين تحت سن الثامنة عشر، وكانت نسبة 8.3% بين الثامنة عشر والرابعة والعشرين عاماً، ونسبة 28% كانت واقعةً في الفئة العمرية ما بين الخامسة والعشرين والرابعة والأربعين عاماً، ونسبة 23.8% كانت ما بين الخامسة والأربعين والرابعة والستين، ونسبة 13.1% كانت ضمن فئة الخامسة والستين عاماً فما فوق. وتوزع التركيب الجنسي للسكان بنسبة 47.9% ذكور و52.1% إناث.

## أعلام
- بريت نيكول
- غري كلارك
- كيري إيرنهارد
- فرد شابمان
- كيلي إيرنهارد ميلر
- رالف إيرنهارد
- دايل إيرنهارت
- هيو كوينسي الكسندر